# Fstab
fstab (skrót od ang. file systems table) – plik konfiguracyjny zwykle występujący w systemie operacyjnym UNIX i innych systemach jemu pokrewnych. 
Znajduje się on zwykle w katalogu /etc i zawiera informacje na temat znajdujących się w systemie dysków twardych i ich partycji oraz sposobu, w jaki mają być montowane.
Przykład pliku fstab w systemie Red Hat Linux:
```
# device name		mount point		fs-type	options		dump-freq pass-num
LABEL=/                 /                       ext3    defaults        1 1
none                    /dev/pts                devpts  gid=5,mode=620  0 0
none                    /proc                   proc    defaults        0 0
none                    /dev/shm                tmpfs   defaults        0 0

# my removable media
/dev/cdrom              /mnt/cdrom              udf,iso9660 noauto,owner,kudzu,ro 0 0
/dev/fd0                /mnt/floppy             auto    noauto,owner,kudzu 0 0

# my NTFS Windows XP partition
/dev/hda1               /mnt/WinXP              ntfs    ro,defaults     0 0

/dev/hda6               swap                    swap    defaults        0 0

# my files partition shared by windows and linux
/dev/hda7               /mnt/shared             vfat    umask=000       0 0

```

Pierwsza kolumna oznacza plik blokowy urządzenia, np. dla pierwszej partycji podstawowej na dysku (E)IDE podpiętym do głównej taśmy (primary) w trybie master będzie to /dev/hda1.
Druga kolumna oznacza miejsce zamontowania urządzenia, zwykle jest to katalog w katalogu /mnt (w niektórych nowszych systemach GNU/Linux zamiast /mnt używa się /media).
Trzecia kolumna oznacza system plików na partycji, np.
- ext2, ext3 lub ext4
- swap – partycja wymiany
- fat – system plików dostępny w systemach DOS
  - vfat – zgodny z FAT32, dostępny od Windows 95 OSR2
- ntfs – stosowany od Windows NT
- ReiserFS
- iso9660 – stosowany na płytach CD oraz DVD
- inne: coda, minix, msdos, proc, qnx4, ramfs, romfs, smbfs, usbfs, tmpfs, xenix (ma być wycofany w przyszłości).

Czwarta kolumna oznacza opcje montowania, zwykle wpisuje się defaults
Piąta kolumna to parametry dla programu dump, który archiwizuje partycje.
Szósta kolumna (ostatnia) to kolejność sprawdzania systemu plików na partycjach przez program fsck, który jest uruchamiany, jeżeli podczas uruchamiania systemu zostały wykryte błędy.
Plik fstab może mieć inne oznaczenia w niektórych systemach operacyjnych np. /etc/vfstab w systemie Solaris.